# Nila Heredia
Nila Heredia Miranda (Uyuni, Bolivia; 21 de septiembre de 1943) es una médica, activista y política boliviana. Fue la ministra de Salud de Bolivia durante el primer y segundo gobierno del presidente Evo Morales Ayma. Desde 2016 es Secretaria Ejecutiva del Organismo Andino de Salud. 
Ha presidido la Asociación de Familiares de Detenidos, Desaparecidos y Mártires por la Liberación Nacional de Bolivia (Asofamd) y desde su creación en agosto de 2017 es presidenta de la Comisión de la Verdad de Bolivia,
Antigua militante de izquierda y activista ha sido en dos ocasiones ministra de Salud en Bolivia durante el mandato del presidente Evo Morales: de 2006 hasta 2008 y de 2010 hasta 2012.
Desempeñó funciones como secretaria ejecutiva del Organismo Andino de Salud - Convenio Hipólito Unanue. 

## Vida política
En la década de 1970, Heredia fue miembro del partido de Trabajadores Revolucionarios de Bolivia y el Ejército de Liberación Nacional durante la dictadura de Hugo Banzer. Fue  detenida por fuerzas de gobierno el 2 de abril de 1976, y según una petition archivada en el Tribunal Interamericano de Derechos humanos, fue torturada en la prefectura de Cochabamba y estuvo prisionera en la cárcel de Viacha. Su caso fue denunciado a la Corte Interamericana de Derechos Humanos (CIDH) y tras solicitar informes al Gobierno boliviano de entonces (1977) resolvió que dicha administración violó los derechos a su integridad y al debido proceso. El mismo año desapareció su esposo Luis Stamponi tras ser detenido en la dictadura de Banzer y entregado a las autoridades de Argentina.

### Trayectoria profesional y política
En enero de 2006 formó parte del gobierno de Evo Morales como ministra de Salud y Deportes hasta enero de 2008. Volvió al ministerio de Salud en enero de 2010 primero como viceministra hasta mayo del mismo año que fue nombrada de nuevo ministra de Sanidad y Deportes.
En septiembre de 2015 la cancillería boliviana la postuló para la dirección ejecutiva del Organismo Andino de Salud. Fue elegida en octubre y asumió el cargo el 15 de enero de 2016.

### Activismo por los Derechos Humanos
Ha presidido la Asociación de Familiares de Detenidos, Desaparecidos y Mártires por la Liberación Nacional de Bolivia (Asofamd) y desde su creación en agosto de 2017 es presidenta de la Comisión de la Verdad de Bolivia que investiga los crímenes registrados durante las dictaduras militares de los 70-80.
| Predecesor: Sonia Polo | Ministra de Salud de Bolivia 16 de mayo de 2010 - 23 de enero de 2012 | Sucesor: Juan Carlos Calvimontes |